# Église Saint-Jacques du Temple
Maison du Temple Saint-Jacques (San Gimignano)
L'église Saint-Jacques du Temple (en italien : San Jacopo al Tempio) parfois appelée Saint-Jacques des Templiers (en italien : San Jacopo dei Templari), est une église romane située en Italie, à San Gimignano, dans la région de Toscane.

## Description

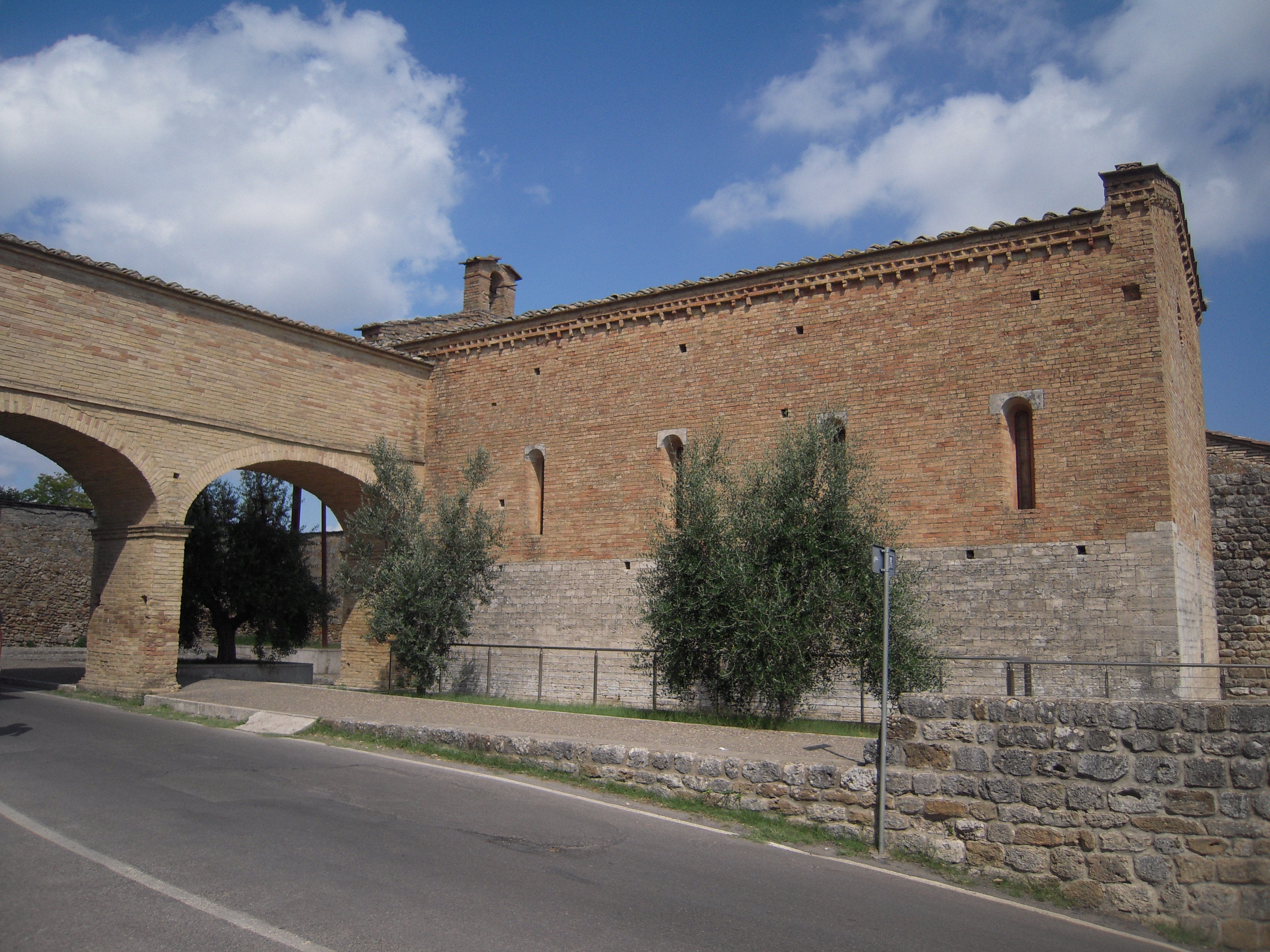
Façade Sud, avec la porte San Jacopo du second mur d'enceinte de la ville

Le bâtiment ne présente qu'une seule nef rectangulaire. La partie inférieure est constituée de blocs de travertin taillés et ajustés en rangées horizontales, alors que la partie supérieure a été réalisée en briques. La façade ouest comporte la porte principale ornementée de deux figures anthropomorphes (une cariatide est reconnaissable sur la gauche), une croix pattée gravée en relief sur le linteau surmonté d'un arc voûté en plein cintre, et d'un oculus réalisé en briques moulées. Sous le toit, une série de 13 cuvettes en céramique d'origine tunisienne ou syrienne, largement répandues à Pise, mais également attestées dans le Val d'Elsa au début du XIIIe siècle (un exemple de ce type d'ornement est visible sur la façade de la Cathédrale de San Miniato). Le fronton campanaire fait de briques a été réalisé ultérieurement.
L'intérieur est constitué d'une seule nef divisée en cinq travées séparées par des arcs transversaux et couverte par une voûte en brique.
Le mur du fond est décoré de trois fresques du XIVe siècle :  
- une Vierge à l'Enfant trônant avec les saints Jacques et Jean l'évangéliste par Memmo di Filippuccio ;
- une Crucifixion et un Déposition au sépulcre attribué au Maître de la Vierge Strauss ;
- une représentation de saint Jean Baptiste du même maître sur la colonne de gauche ;
- une représentation de saint jacques par Pier Francesco Fiorentino sur la droite.

Un Matroneum a été ajouté au XVIIe siècle. Au centre de la travée se trouve l'autel très similaire à celui présent dans l'église du château de la Magione de Poggibonsi, autre possession templière de la région.
En 1250, l'église initialement hors de l'enceinte de la ville, fut incluse dans le second cercle des murs de la ville, au niveau de la porte San Jacopo.

## Histoire
La date de la construction de cette église n'est pas connue avec certitude. Son nom est lié à son ancienne appartenance à l'ordre du Temple, au XIIIe siècle.
En 1250, l'église initialement hors de l'enceinte de la ville, fut incluse dans le second cercle des murs de la ville, au niveau de la porte San Jacopo.
L'église a appartenu ensuite aux Hospitaliers de l'ordre de Saint-Jean de Jérusalem (1311), puis a été donnée à l'hôpital de l'Église du Saint-Sépulcre à Pise (1576), puis a appartenu à nouveau aux Hospitaliers de San Gimignano (1599).

### AuXIIesiècle
En 2002, des fouilles furent entreprises à proximité de l'église sous la maîtrise d'œuvre du Musei Civici local : avant la construction de l'église, un autre type de bâtiment existait à cet emplacement, malheureusement le peu d'éléments mis au jour ne permirent pas son identification  : la structure initiale en travertin, datée du début du XIIe siècle, a été largement détruite lors de la construction de l'église San Jacopo. Celle-ci a été bâtie sur une couche sédimentaire datée entre la fin du XIIe et le tout début du XIIIe siècle.

### Période templière
Il est souvent fait mention d'une ancienne tradition qui situerait sa création en 1096, par des chevaliers templiers de retour de la première croisade, mais cette date n'est pas cohérente car bien antérieure à la création officielle de l'ordre du Temple en 1129. La seule mention écrite de cette hypothèse est celle faite dans le Poème des Loups de  Baccinelli, qui mentionne son retour de Palestine (donc plutôt en 1099) et la fondation d'un Templum sub titulo Jacobi à San Gimignano, qui pourrait donc avoir été créé par un ordre religieux ou de chevalerie autre que celui des Templiers. 
Les premières mentions écrites, qui attestent avec certitude de l'administration de ce bien par un certain moine templier Orlando, datent de 1239.

On ne peut pas affirmer, par manque de sources historiques, si cette Mansione était une église ouverte aux fidèles, source de revenus, ou une chapelle privative des Templiers (elle ne semble pas avoir eu l'importance d'une commanderie, et il n'y a pas trace de la réception de frères par un précepteur en ce lieu).
Un cimetière autour de l'église a été mis au jour avec de nombreuses gravures et inscriptions réalisées entre le XIIIe siècle et le XVIIIe siècle. La mise au jour près de la façade nord de l'église du corps d'un pèlerin portant l'emblème de saint Jacques, a confirmé le rôle d'étape de San Jacopo sur la via Francigena.
| Nom du commandeur | Dates | Commentaires                                            |
| ----------------- | ----- | ------------------------------------------------------- |
| fr. Orlando       | 1239  |                                                         |
| ...               | ...   |                                                         |
| fr. Roger         | 1261  | « rector domus sancti Jacobi de Templo », San Geminiano |
| ...               | ...   |                                                         |
| fr. Egidius       | 1307  | Procès: Interrogé en sept. 1311 à Florence              |

### Période hospitalière
À la suite de la dissolution de l'ordre du Temple, l'église fut dévolue aux Hospitaliers de l'ordre de Saint-Jean de Jérusalem en 1311, et placée sous l'obédience de la commanderie hospitalière de Saint-François à San Gimignano (it), tout en conservant jusqu'à 1356 l'appellation de Mansione Templare. Elle fut ensuite donnée en 1576 à l'hôpital de l'église du Saint-Sépulcre à Pise, pour revenir à nouveau propriété de la commanderie hospitalière de San Gimignano en 1599, mais sous la responsabilité cette fois du monastère de Saint-Jérôme  à San Gimignano (it),, qui en 1657 fit construire un passage reliant le couvent à l'église
L'état actuel de l'église est lié à une rénovation initiée en 1942.

## Œuvres
Le mur du fond est décoré de trois fresques :  
- une Vierge à l'Enfant trônant avec les saints Jacques et Jean l'évangéliste par Memmo di Filippuccio (XIVe siècle) ;
- une Crucifixion et un Déposition au sépulcre attribué au Maître de la Vierge Strauss. Une représentation de saint Jean Baptiste sur la colonne de gauche, est attribuée au même maître (début du XVe siècle) ;
- une représentation de Saint Jacques par Pier Francesco Fiorentino sur la droite (XVe siècle).